# Michotamia annulata
Michotamia annulata är en tvåvingeart som beskrevs av Jacques-Marie-Frangile Bigot 1878. Michotamia annulata ingår i släktet Michotamia och familjen rovflugor.
Artens utbredningsområde är Myanmar. Inga underarter finns listade i Catalogue of Life.